# 5900 Jensen
5900 Jensen è un asteroide della fascia principale del diametro medio di circa 29,81 km. Scoperto nel 1986, presenta un'orbita caratterizzata da un semiasse maggiore pari a 3,1455541 UA e da un'eccentricità di 0,2185672, inclinata di 9,06708° rispetto all'eclittica.
L'asteroide è dedicato allo scopritore.